# Хмиљник
Хмиљник (укр. Хмільник) град је Украјини у Виничкој области. Према процени из 2012. у граду је живело 28.230 становника.

## Становништво
Према процени, у граду је 2012. живело 28.230 становника.
| 1979.  | 1989.  | 2001.  | 2012.  |
| ------ | ------ | ------ | ------ |
| 23.793 | 29.702 | 27.898 | 28.230 |

## Партнерски градови
- Буско-Здрој